# Kabir Khan
Kabir Khan (n. 1971) es un director, guionista y cinematógrafo de la India. Empezó su carrera trabajando en documentales, y luego hizo su primera película en 2006 con Kabul Express, a la que siguieron New York (2009) y Ek Tha Tiger (2012).
Khan empezó su carrera como operador de cámara a los 25 años para el documental de Discovery Channel, Beyond the Himalayas (1996) dirigido por Gautam Ghosh. Luego hizo su debut como director con el documental The Forgotten Amy (1999). Luego tuvo dos documentales más antes de pasar al cine.
En noviembre de 2014, Khan empezó a filmar Bajrangi Bhaijaan con Salman Khan junto a Kareena Kapoor. La película se estrenará en 2015.
Khan está casado con la anfitriona de televisión Mini Mathur. Tienen dos hijos.

## Filmografía
- Kabul Express (2006)
- New York (2009)
- Ek Tha Tiger (2012)
- Bajrangi Bhaijaan (2015)
- Mia Bhai (MoTii)